# Tuttlingen
Ne doit pas être confondu avec Tübingen.
Tuttlingen est une ville allemande de 33 800 habitants située dans le land de Bade-Wurtemberg. Elle est le chef-lieu de l'arrondissement de Tuttlingen.

## Histoire

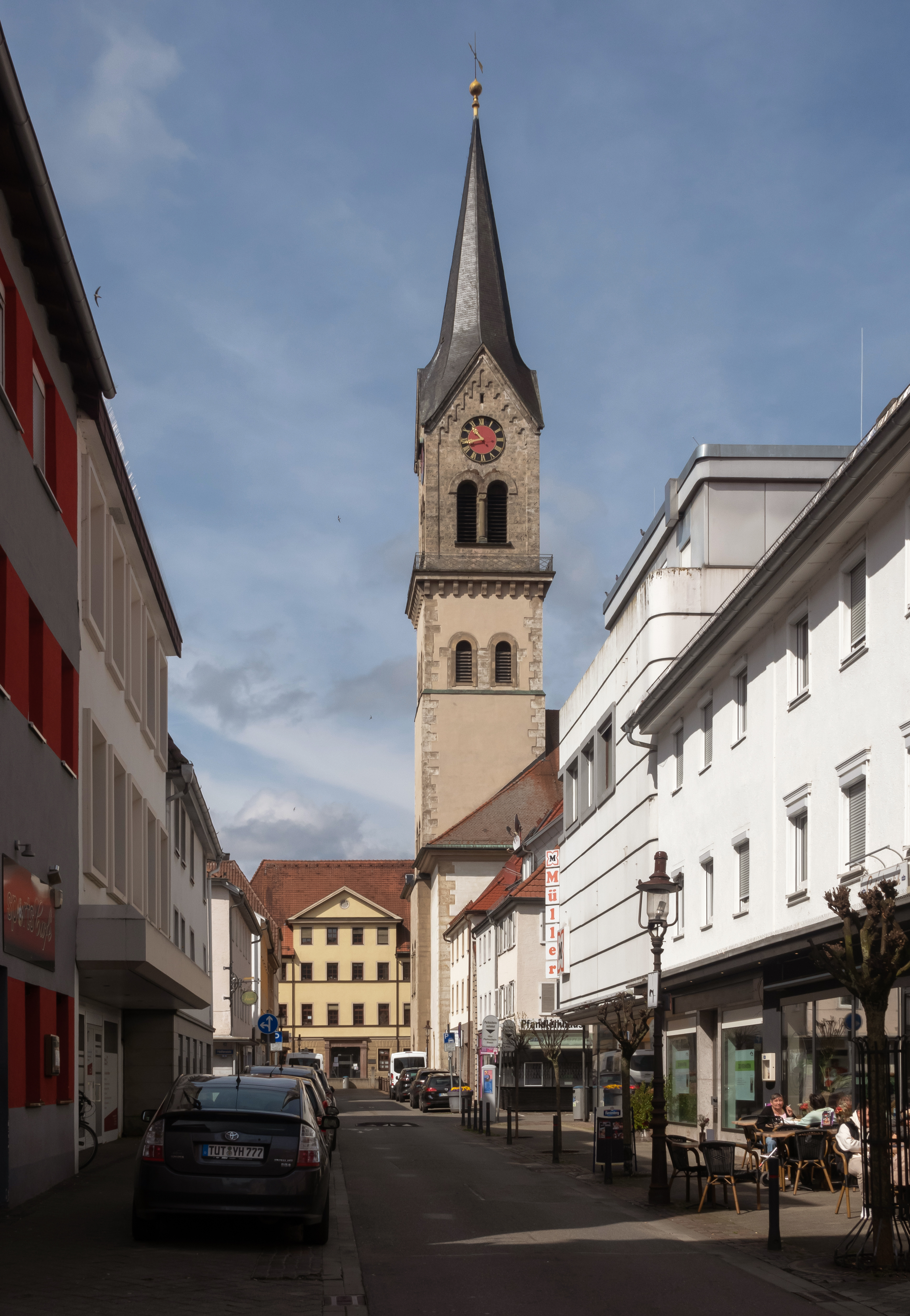
Tuttlingen, la tour de l'église (Kirche Sankt Peter und Paul)

| Appartenances historiques Comté de Wurtemberg 1376-1442 Comté de Wurtemberg-Urach 1442-1482 Comté de Wurtemberg 1482-1495 Duché de Wurtemberg 1495-1803 Électorat de Wurtemberg 1803–1806 Royaume de Wurtemberg 1806–1918 République de Weimar 1918–1933 Reich allemand 1933–1945 Allemagne occupée 1945–1949 Allemagne 1949–présent |

## Jumelages
- Bex (Suisse) depuis 1979
- Draguignan (France) depuis le 15 avril 1989

## Personnalités liées à la ville
- Marie Bernays (1883-1939), femme politique, pédagogue et militante des droits des femmes allemande
- Frank Teufel (1966-), sculpteur.